# STS-30
STS-30は、アメリカ航空宇宙局のスペースシャトル計画の29回目のミッションで、アトランティスの4回目の飛行である。このミッションは、1989年5月4日にフロリダ州のケネディ宇宙センターで打ち上げられ、4日後の5月8日に地球に帰還した。このミッションによって、金星探査機マゼランが軌道に放出された。

## 乗組員
- 船長 - デヴィッド・ウォーカー（英語版） (2)
- 操縦手 - ロナルド・グレーブ (2)
- ミッションスペシャリスト1 - マーク・リー（英語版） (1)
- ミッションスペシャリスト2 - ノーマン・サガード (3)
- ミッションスペシャリスト3 - マリー・クリーヴ（英語版） (2)[1]

## スペースシャトルの整備
STS-27でケネディ宇宙センターに帰還後、アトランティスはオービタ整備施設に3か月滞在した。この期間に、前の飛行で損傷を受けた全ての熱防護タイルが除去、交換された。また、STS-30のための詳細な点検も同時に行われた。機体は、スペースシャトル組立棟に移動させられ、3月11日にET-29と固体ロケットブースターが取り付けられた。11日後の3月22日、アトランティスは、第39発射施設Bに移動させられた。

## ミッションの概要

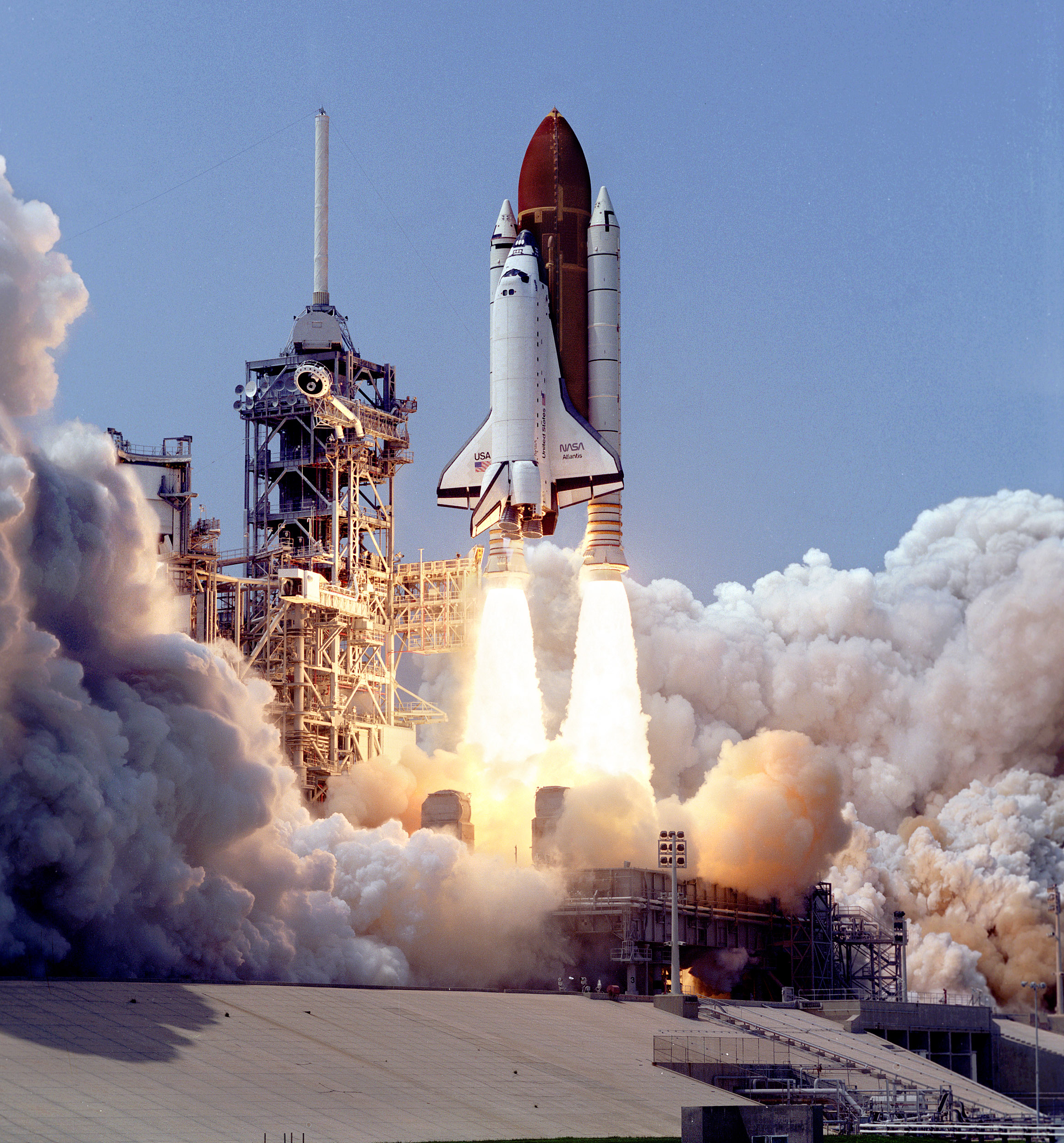
STS-30でのアトランティスの打上げ

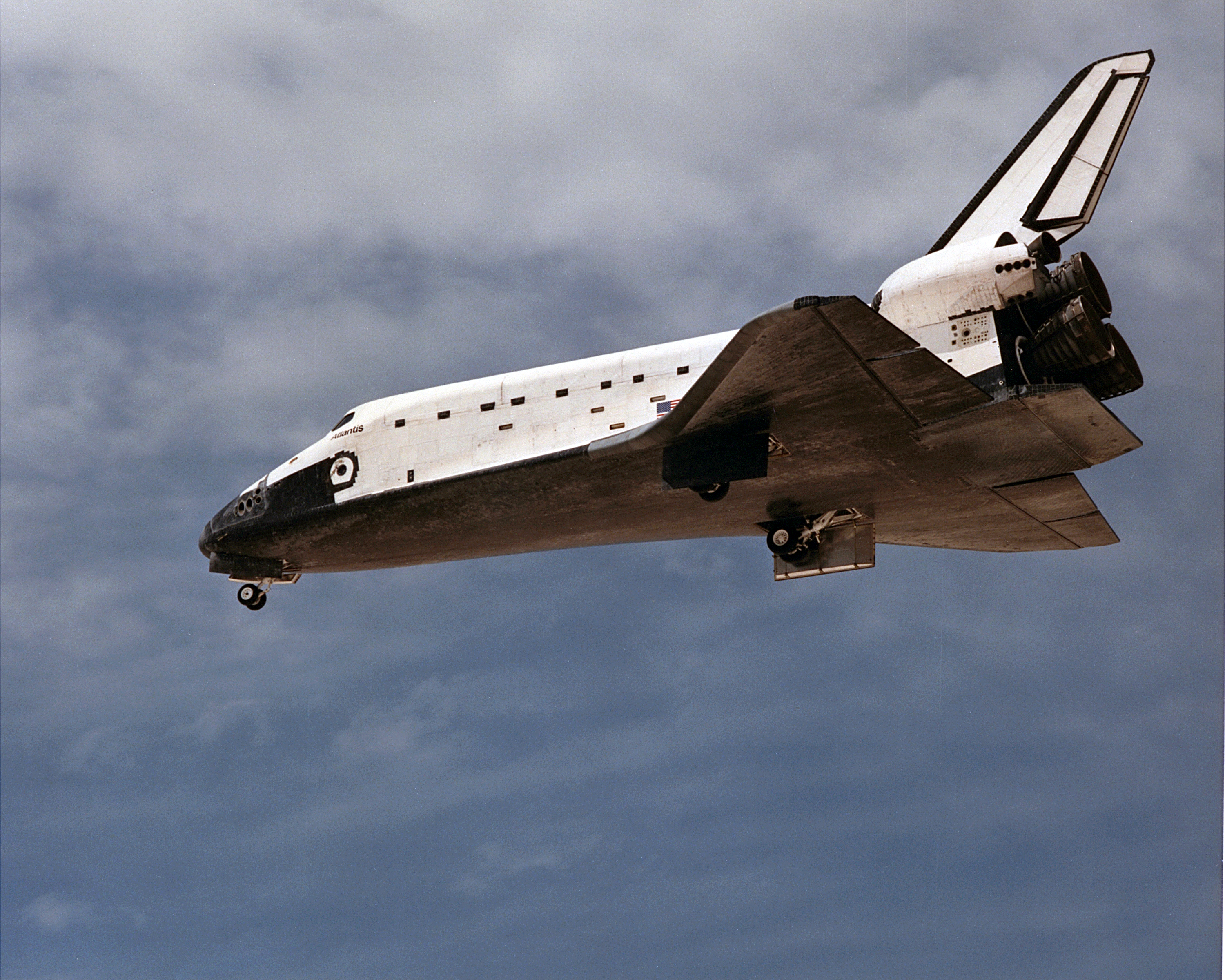
降着装置を出して着陸態勢に入るアトランティス

アトランティスは、1989年5月4日14時48分(EDT)にケネディ宇宙センター第39発射施設Bから打ち上げられた。主要ペイロードのマゼランは、この日遅く無事に放出された。マゼランは、11年ぶりのアメリカの惑星ミッションであった。
当初打上げは、31日間の打上げ期間のうち、地球と金星が都合よく配列する4月28日に予定されていたが、メインエンジンの液体水素循環ポンプの問題と、オービタと外部燃料タンクの間の液体水素循環配管からの蒸気の漏れのために打上げ31秒前に延期された。再設定された5月4日には、付近の雲の多さと横風のため、打上げは再び5分間延期された。
5月7日、飛行中唯一の大規模な故障が起こった。軌道制御のための汎用コンピュータ4つのうちの1つが故障し、乗組員がコンピュータを予備と交換した。これは、軌道上でコンピュータが交換された初の事例となった。この故障により、乗組員の安全性やミッションの主目的の実施に影響はなかったが、乗組員がコンピュータを交換している間の、実験の実施を含むいくつかの活動は中止された。また、上昇中に船尾右側にある3つのスラスタのうちの1つが故障したが、ミッションへの影響はなかった。
しかし、STS-30の乗組員はいくつかの小規模な問題は経験した。地球の撮影に用いられたハッセルブラッドのカメラは、ミッション3日目にシャッターが動かなくなって以降、残りの期間は使えなくなった。管制塔からオービタに画像や図を送るのに用いられるText and Graphics Systems (TAGS)は、紙詰まりのため、ミッション2日目に電源が切られた。船長のウォーカーと操縦手のグレイブは、微小重力が循環器系に与える影響を測定するための血圧計の不具合に直面した。宇宙に出て2日目には、調理室の給水システムが故障し、食事の準備に支障を来すようになった。
アトランティスは、1989年5月8日にカリフォルニア州のエドワーズ空軍基地第22滑走路に着陸した。着陸の数分前に、強い横風のため、第17滑走路から第22滑走路に変更された。ミッションは、4日間と56分間続いた。

### ペイロードと実験
マゼランは、打上げ6時間14分後にペイロードベイから放出された。1時間後、2つの推進エンジンが燃焼し、探査機は金星への軌道に入った。マゼランは1990年8月に金星に到着し、243日間に渡り、金星表面をレーダーでマッピングするミッションを行った。
ミッドデッキでは3つの実験が行われた。3つとも、かつて行われたものであった。ミッションスペシャリストのクリーブは、ラップトップコンピュータを用いてFluids Experiment Apparatus (FEA)をモニターした。ロックウェル・インターナショナルとNASAの共同ミッションとして史上初めてシャトルに乗せられた8mmビデオカメラを用いて乗組員はFEA実験等の様子を撮影し、地球に伝送した。ペイロードベイのビデオカメラは、Mesoscale Lightning Experimentの一環として、軌道上からの嵐の記録に用いられた。アトランティスは、ハワイにあるアメリカ空軍マウイ光学観測所の電子光学センサの3度目の校正のターゲットとしても用いられた。

## ギャラリー

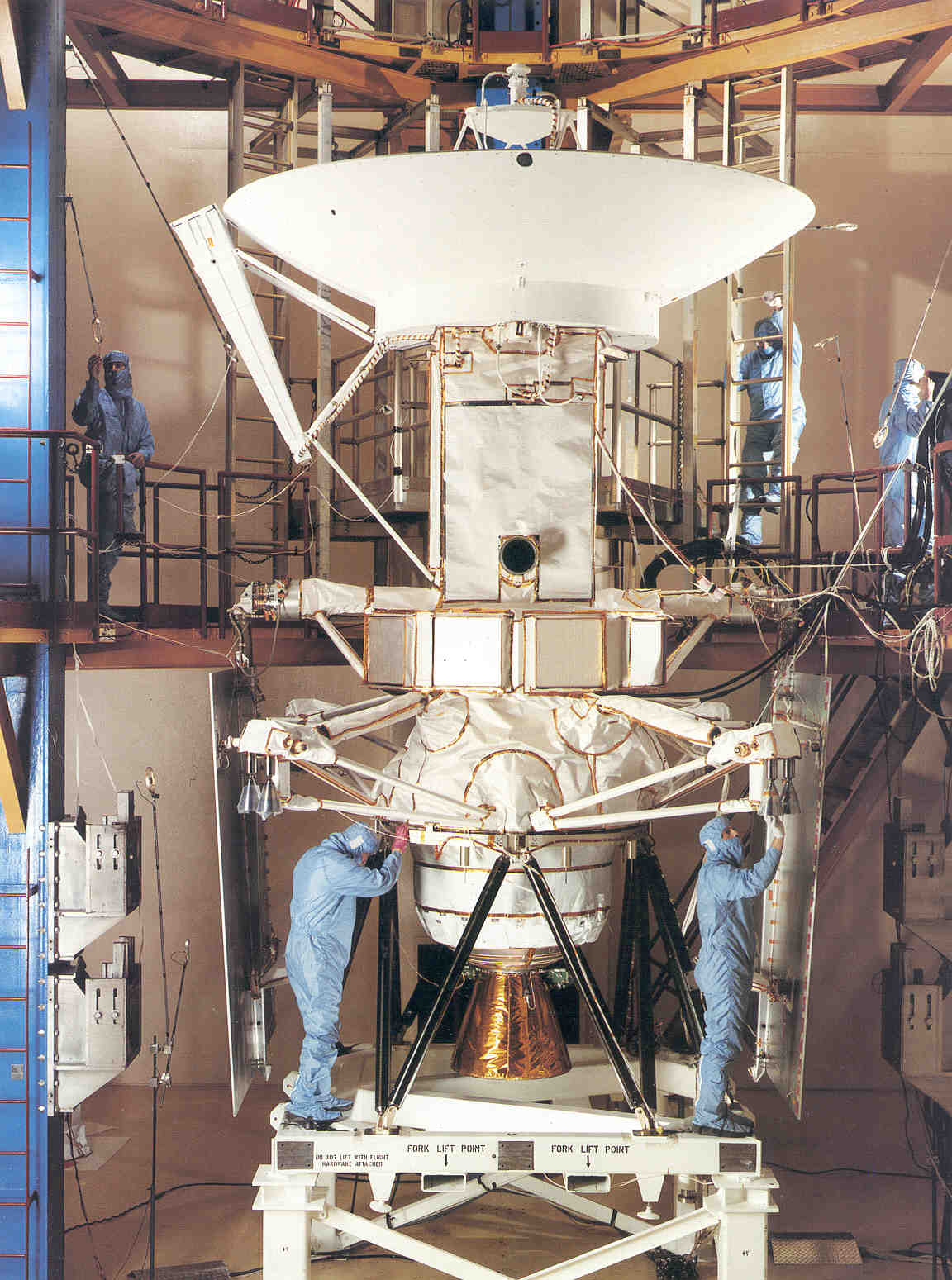
ケネディ宇宙センターで試験を受けるマゼラン
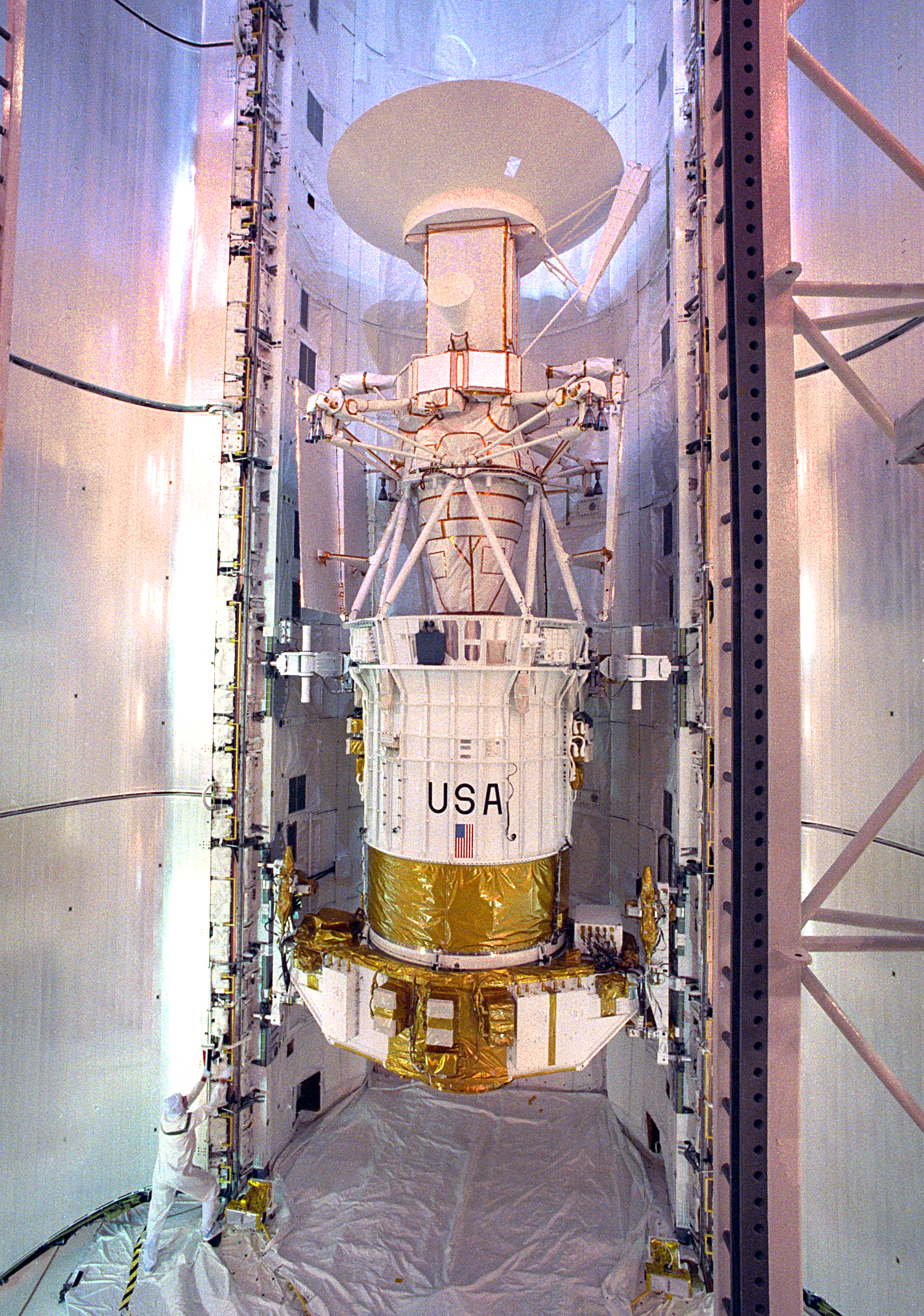
アトランティス上のマゼラン
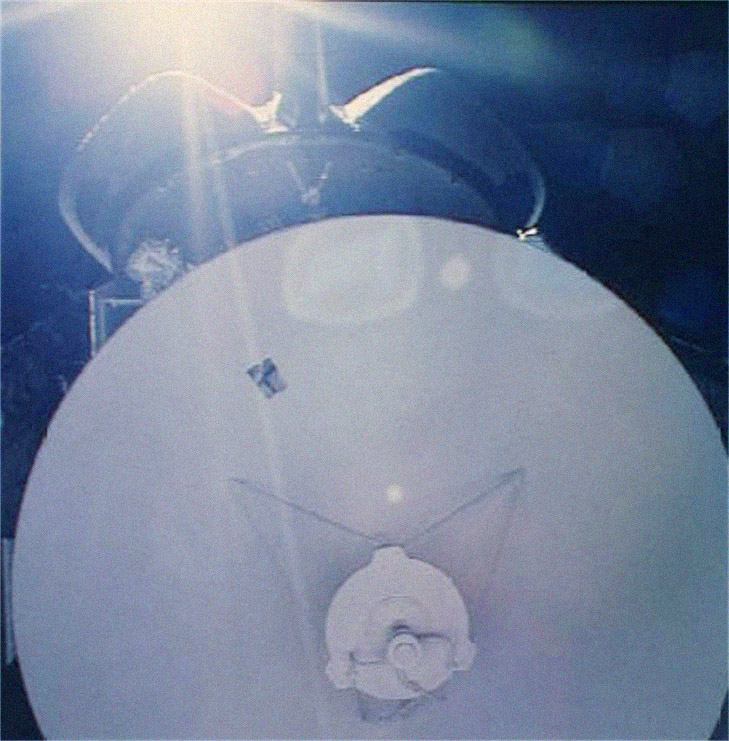
格納されたマゼラン
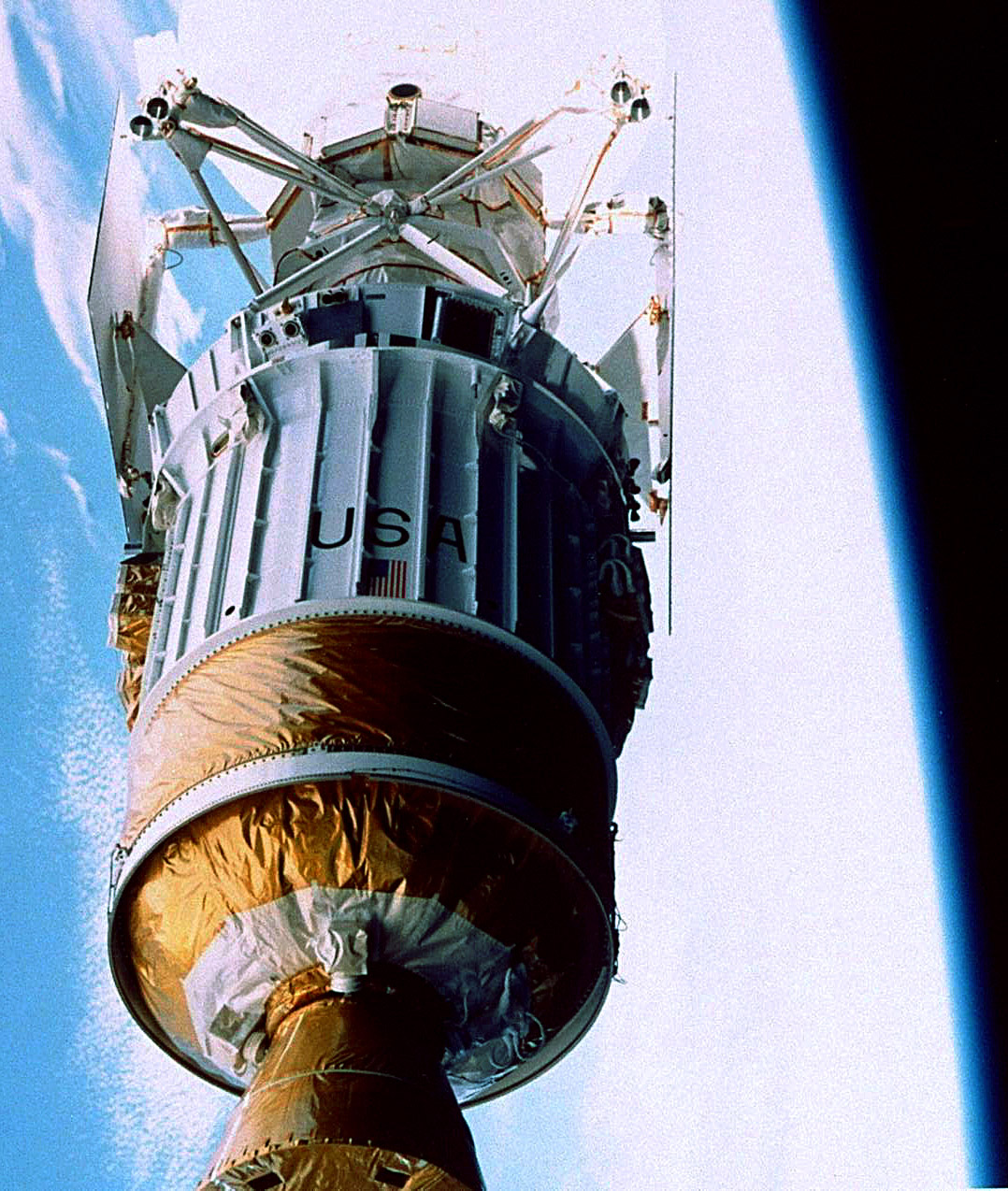
上空を通過するマゼラン
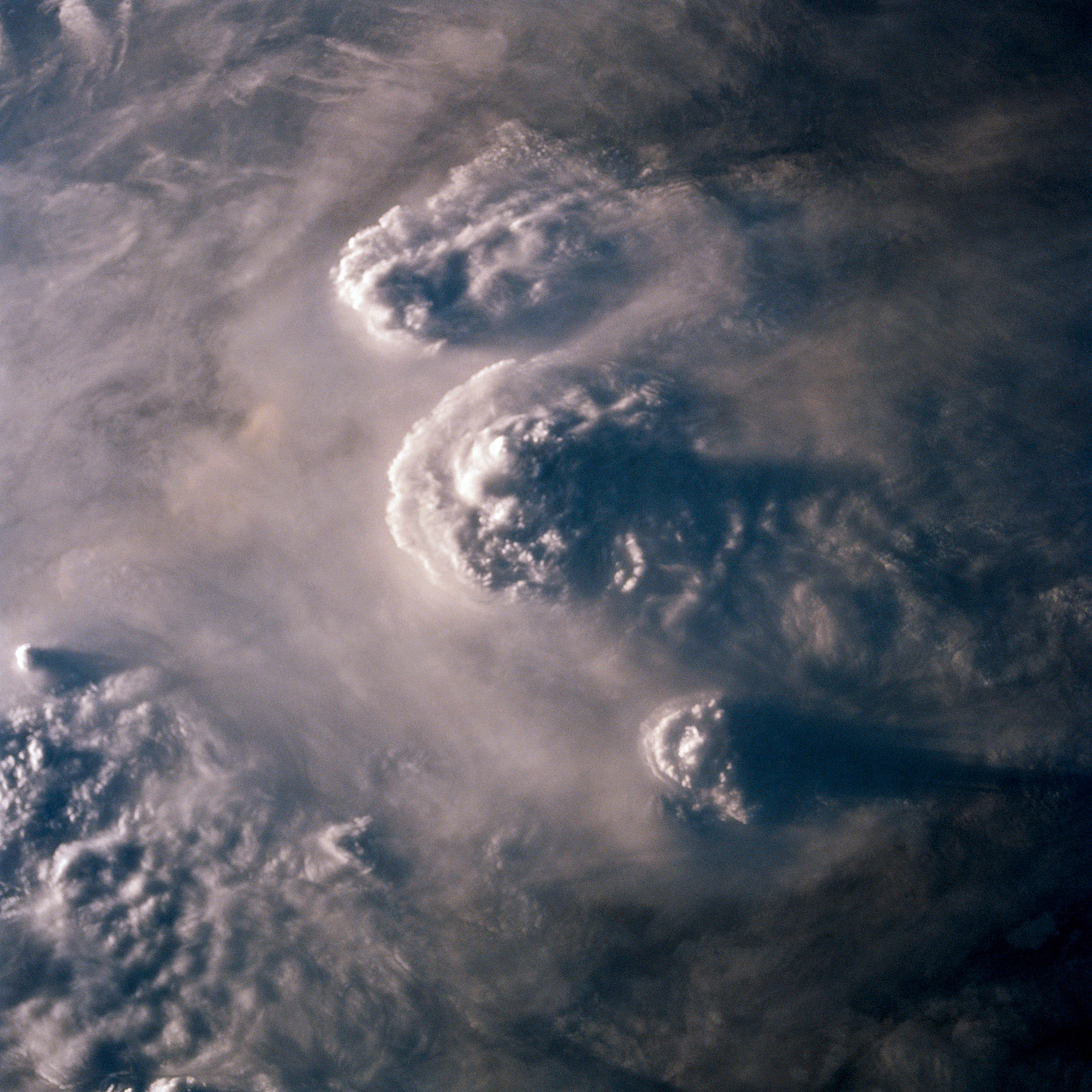
軌道から撮影された嵐
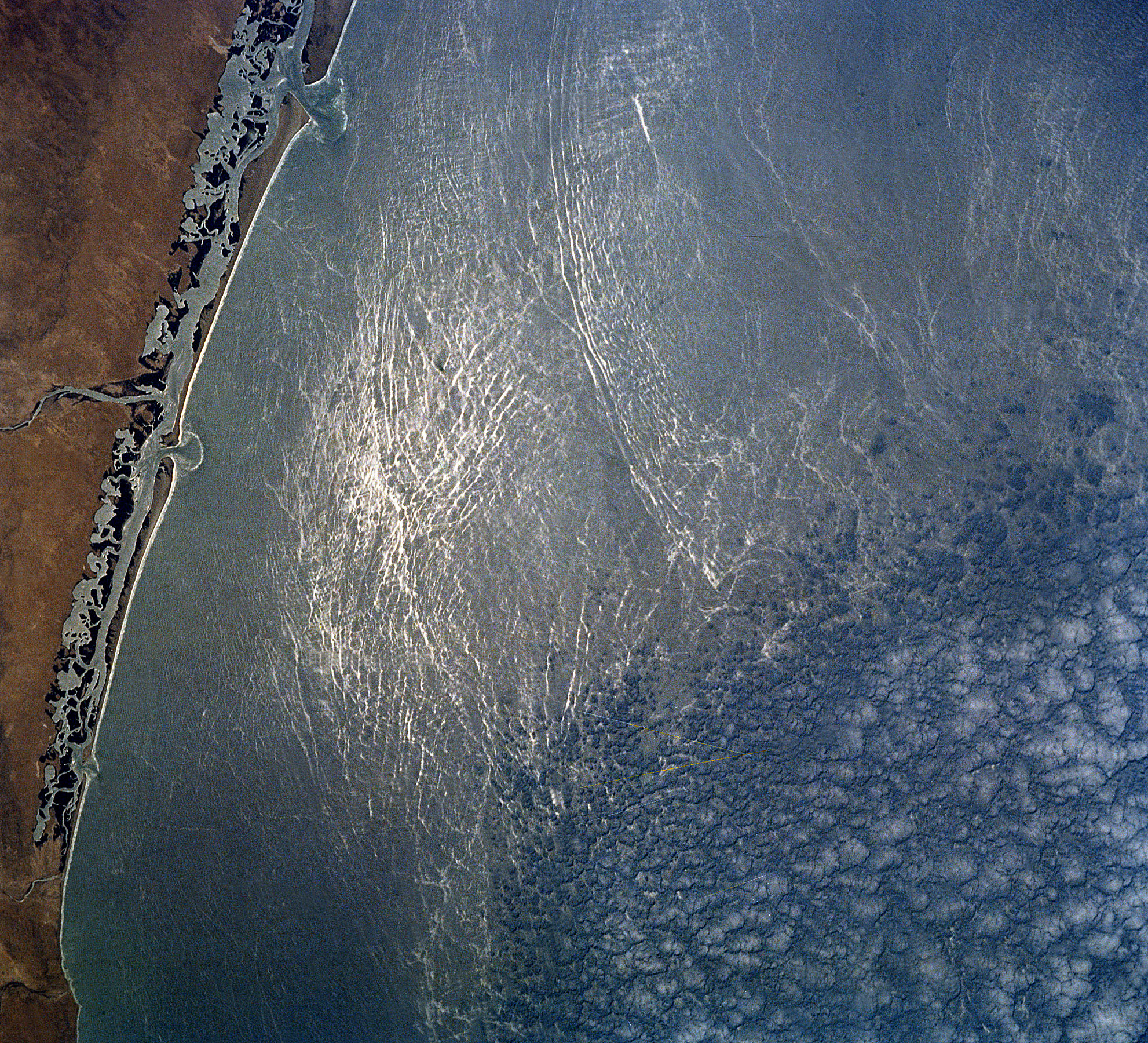
軌道から撮影されたメキシコ湾の波